# Vladyslav Buhaj
Vladyslav Serhijovyč Buhaj (in ucraino Владислав Сергійович Бугай?; Kiev, 27 ottobre 1997) è un calciatore ucraino, attaccante del Metalist 1925 in prestito dallo Zorja.

## Carriera

### Club
Cresciuto nel settore giovanile di alcune squadre ucraine, nel 2015 viene acquistato dallo Šachtar, che l'anno successivo lo cede in prestito al Bukovyna Černivci, in seconda divisione. Nel 2017 viene acquistato a titolo definitivo dal Mariupol'; il 1º settembre 2018 ha esordito in Prem"jer-liha, disputando l'incontro perso per 2-0 contro lo Šachtar. Nel 2019 viene ceduto in prestito al Mykolaïv, sempre in seconda divisione. Rientrato alla base, nel settembre 2020 viene acquistato a titolo definitivo dal Čornomorec', altro club della seconda divisione ucraina. Il 16 gennaio 2022 firma un contratto biennale con il L'viv, in massima serie.

### Nazionale
Nel 2013 ha giocato tre partite con la nazionale ucraina Under-17.

## Statistiche

### Presenze e reti nei club
Statistiche aggiornate al 19 ottobre 2022.
| Stagione           | Squadra            | Campionato         | Campionato | Campionato | Coppe nazionali | Coppe nazionali | Coppe nazionali | Coppe continentali | Coppe continentali | Coppe continentali | Altre coppe | Altre coppe | Altre coppe | Totale | Totale |
| Stagione           | Squadra            | Comp               | Pres       | Reti       | Comp            | Pres            | Reti            | Comp               | Pres               | Reti               | Comp        | Pres        | Reti        | Pres   | Reti   |
| ------------------ | ------------------ | ------------------ | ---------- | ---------- | --------------- | --------------- | --------------- | ------------------ | ------------------ | ------------------ | ----------- | ----------- | ----------- | ------ | ------ |
| 2016-2017          | Bukovyna Černivci  | 1L                 | 23         | 1          | CU              | 0               | 0               |                    | -                  | -                  |             | -           | -           | 23     | 1      |
| 2017-2018          | Mariupol'          | PL                 | 0          | 0          | CU              | 0               | 0               |                    | -                  | -                  |             | -           | -           | 0      | 0      |
| 2018-2019          | Mariupol'          | PL                 | 4          | 0          | CU              | 1               | 0               | UEL                | 0                  | 0                  |             | -           | -           | 5      | 0      |
| Totale Mariupol'   | Totale Mariupol'   | Totale Mariupol'   | 4          | 0          |                 | 1               | 0               |                    | 0                  | 0                  |             | -           | -           | 5      | 0      |
| 2019-2020          | Mykolaïv           | 1L                 | 17         | 5          | CU              | 3               | 1               |                    | -                  | -                  |             | -           | -           | 20     | 6      |
| 2020-2021          | Čornomorec'        | 1L                 | 20         | 3          | CU              | 0               | 0               |                    | -                  | -                  |             | -           | -           | 20     | 3      |
| 2021-gen. 2022     | Čornomorec'        | PL                 | 16         | 2          | CU              | 2               | 2               |                    | -                  | -                  |             | -           | -           | 18     | 4      |
| Totale Čornomorec' | Totale Čornomorec' | Totale Čornomorec' | 36         | 5          |                 | 2               | 2               |                    | -                  | -                  |             | -           | -           | 38     | 7      |
| gen.-giu. 2022     | L'viv              | PL                 | 0          | 0          | CU              | -               | -               |                    | -                  | -                  |             | -           | -           | 0      | 0      |
| 2022-2023          | L'viv              | PL                 | 7          | 2          |                 | -               | -               |                    | -                  | -                  |             | -           | -           | 7      | 2      |
| Totale carriera    | Totale carriera    | Totale carriera    | 87         | 13         |                 | 6               | 3               |                    | 0                  | 0                  |             | -           | -           | 93     | 16     |